# Похищение Каланипуу капитаном Джеймсом Куком
Похищение Каланиопу капитаном Джеймсом Куком — попытка капитана Джеймса Кука в 1779 году похитить Каланиопу, правящего вождя острова Гавайи, для последующего его обмена на украденную ранее аборигенами баркасную лодку с корабля HMS Resolution. Эта попытка стала роковой ошибкой экспедиции и в итоге привела к смерти Кука.

## Предпосылки

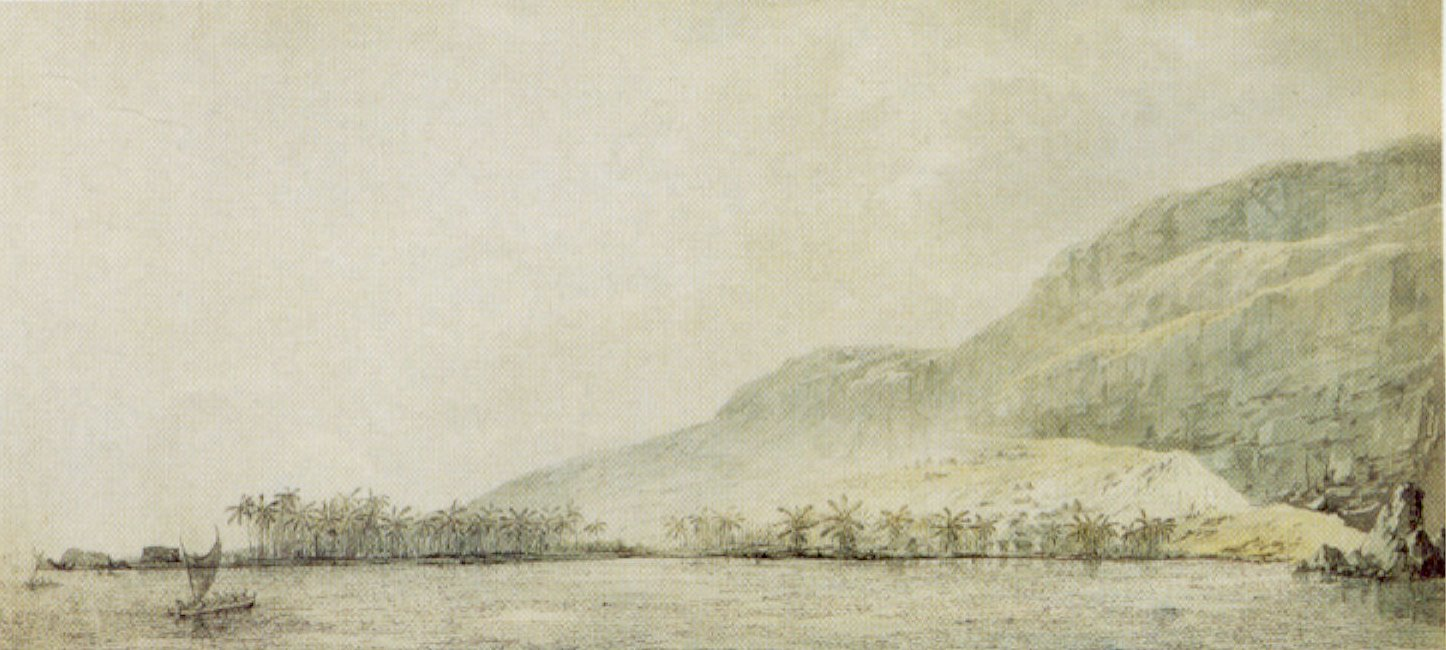
Бухта Кеалакекуа с поселением в 1779 году кисти Джона Уэббера, художника на корабле Кука

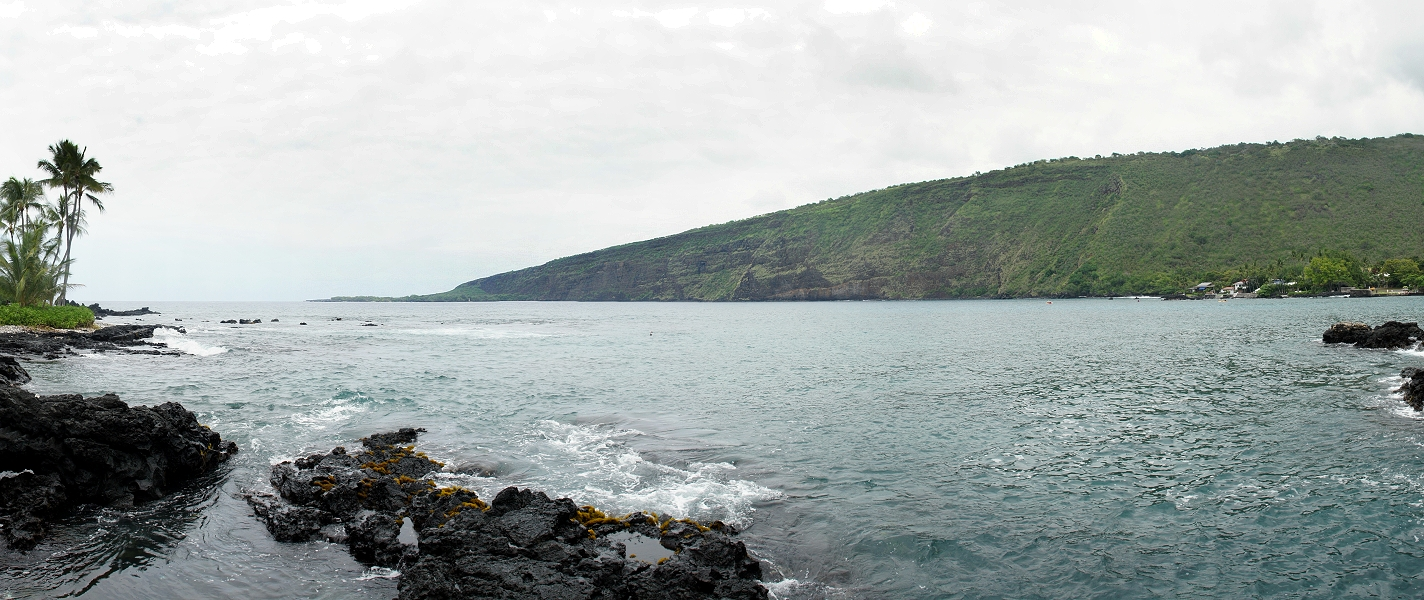
Бухта в 2017 году

Джеймс Кук возглавил три отдельных экспедиции под флагом Британской империи с целью разведки и картографирования неизвестных на тот момент районов земного шара. Во время своего третьего и последнего путешествия он обнаружил острова, которые сегодня известны как Гавайи.
В составе экспедиции присутствовал Джон Ледиард — единственный человек, который не являлся подданным Британской короны на борту корабля Кука. Ледиард присутствовал во время событий, предшествовавших смерти Кука и во время самой смерти, о чём оставил подробный отчёт в своих дневниках.
Впервые острова были обнаружены 18 января 1778 года. Экспедиция Кука бросила якорь у западного побережья острова Кауаи возле Ваймеи, где её члены встретились с местными жителями, с которыми началась торговля. Также началась заготовка воды и еды для экспедиции.
2 февраля 1778 года Кук покинул острова и продолжил свой путь к побережью Северной Америки и Аляски в поисках Северо-Западного прохода, чем его экспедиция и занималась приблизительно девять следующих месяцев. Затем он вернулся на архипелаг Гавайи для пополнения запасов. Сначала он обследовал побережье островов Мауи и Большого острова, попутно торгуя с местными племенами, а затем в январе 1779 года бросил якорь в бухте Кеалакекуа Большого острова. Кука и его команду местные жители поначалу приветствовали достаточно тепло и относились с почётом, так как его прибытие совпало с сезоном Макахики, древним новогодним праздником в честь местного бога Лоно и праздником ежегодного урожая. Предположение, что коренные гавайцы считали Кука самим богом Лоно, считается неточным и приписывается Уильяму Блайю, будущему капитану HMS Bounty. Возможно, некоторые гавайцы использовали имя божества Лоно в качестве метафоры или сравнения при описании Кука, либо существуют какие-то другие причины упоминания Лоно в связи с Куком, но вряд ли местные жители всерьёз принимали капитана за своё собственное божество.
Однако после того, как Кук и экипажи обоих кораблей, HMS Resolution и HMS Discovery, покинули острова, фестивальный сезон закончился, и начался сезон битв и войн под покровительством бога войны Кукаилимоку, в честь которого совершались религиозные ритуалы. Хотя последовательность визитов Кука, возможно, и совпадала с местными сезонами религиозных праздников, туземцы уже относились откровенно враждебно к Куку и его людям к моменту первоначального отплытия Кука с островов.

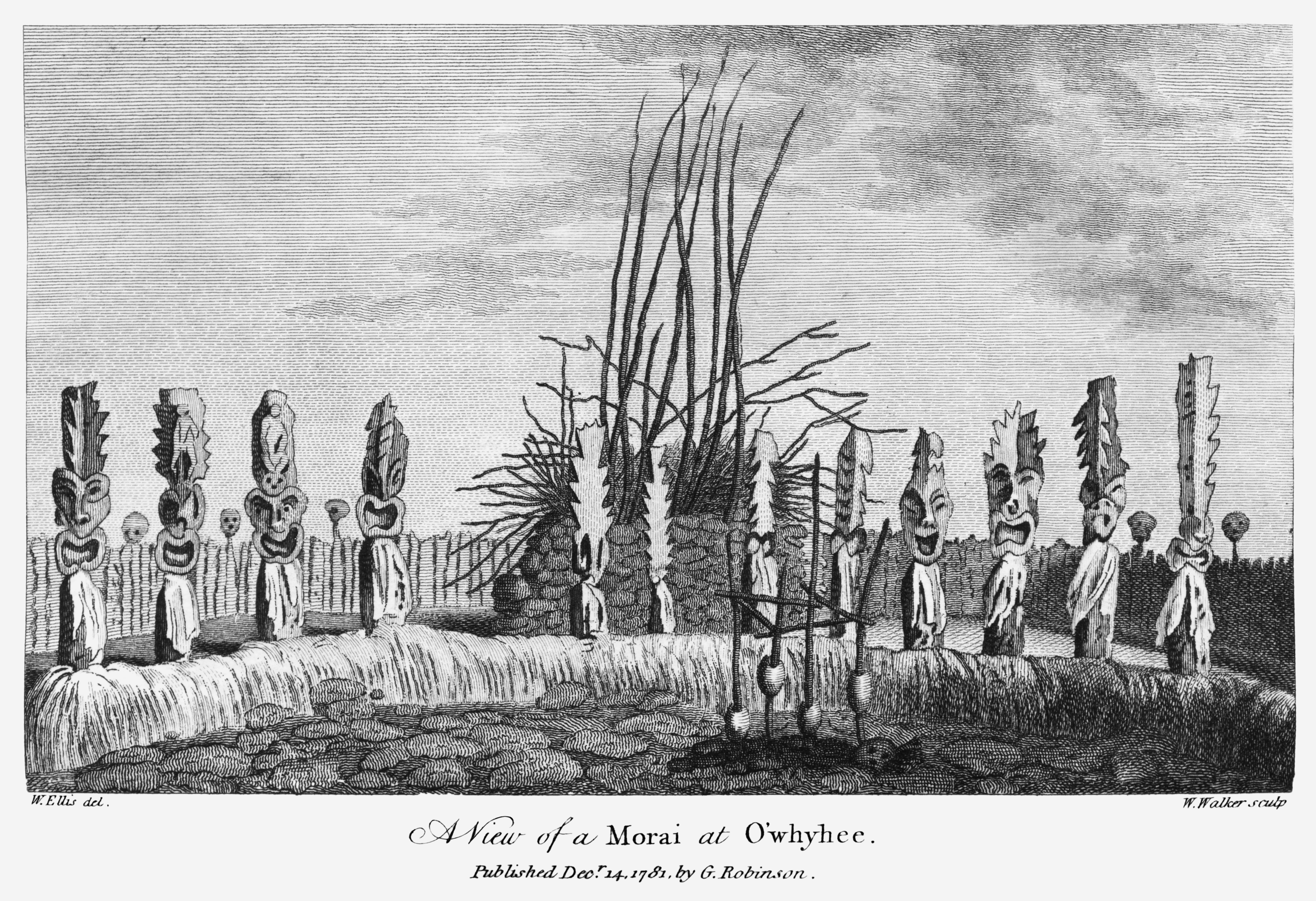
Культовые постройки в бухте Кеалакекуа, гравюра 1782 года

Во время своего первого визита Кук попытался договориться с туземцами и выменять древесину с изображением местных богов из ограждения священного кладбища туземцев Мораи, которое использовалось для захоронения знати и высокопоставленных лиц. Ледиард пишет в своих дневниках, что Кук предложил несколько железных топоров в обмен на деревянную ограду вокруг кладбища. Когда же встревоженные и оскорбленные вожди отказались, Кук отдал приказ своим людям подняться на Мораи, сломать ограду и погрузить её в лодки. Ледиард также упоминает об эпизоде, когда капитан Клерк обвинил местного вождя в краже весельной лодки с корабля HMS Resolution. Однако лодка вскоре была найдена, а местный вождь был разгневан ложным обвинением.
Проведя в бухте Кеалакекуа 19 дней, оба корабля экспедиции Кука покинули её 6 февраля и вышли в открытое море. Однако вскоре они попали в неожиданно сильный шторм, который вырвал грот-мачту HMS Resolution. 11 февраля «Resolution» был вынужден вернулся в бухту Кеалакекуа, потому что никаких якорных стоянок поблизости не было.
13 февраля Ледиард записал в дневнике:

Наше возвращение в эту бухту было столь же неприятным для нас, как и для жителей, потому что мы взаимно устали друг от друга. Они были угнетены и подавлены нашим беспринципным союзом… По взглядам туземцев, как и по всему их поведению, было совершенно очевидно, что нашей дружбе пришел конец, и что нам не оставалось ничего другого, кроме как поторопиться убраться на какой-то другой остров, где наши пороки не были известны, и где наши внутренние добродетели могли бы какое-то время кого-нибудь впечатлять.
Во время стоянки кораблей в бухте Кеалакекуа гавайцы украли одну из двух баркасных лодок с HMS Resolution, проверяя реакцию чужеземцев, а также то, как далеко они смогут зайти из-за такой значительной потери. Гавайцы начали открыто бросать вызов чужеземцам. В отместку и в попытке заставить местных жителей вести себя хорошо Кук попытался похитить алии-нуи (верховного вождя) с острова Гавайи, Каланиопу. Возможно, будучи уже в какой-то мере больным в этот момент, Кук принял несколько решений, которые впоследствии оказались роковыми.

## Попытка взять в заложники верховного вождя

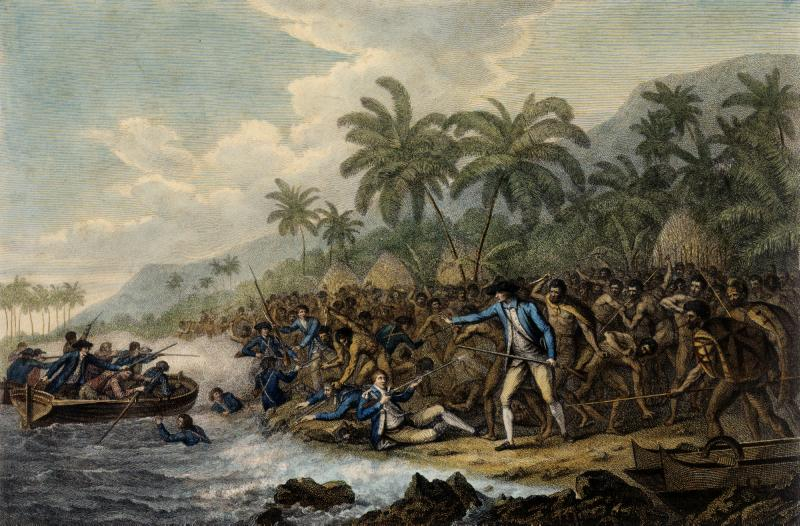
Картина очевидца Джона Уэббера «Смерть капитана Кука»

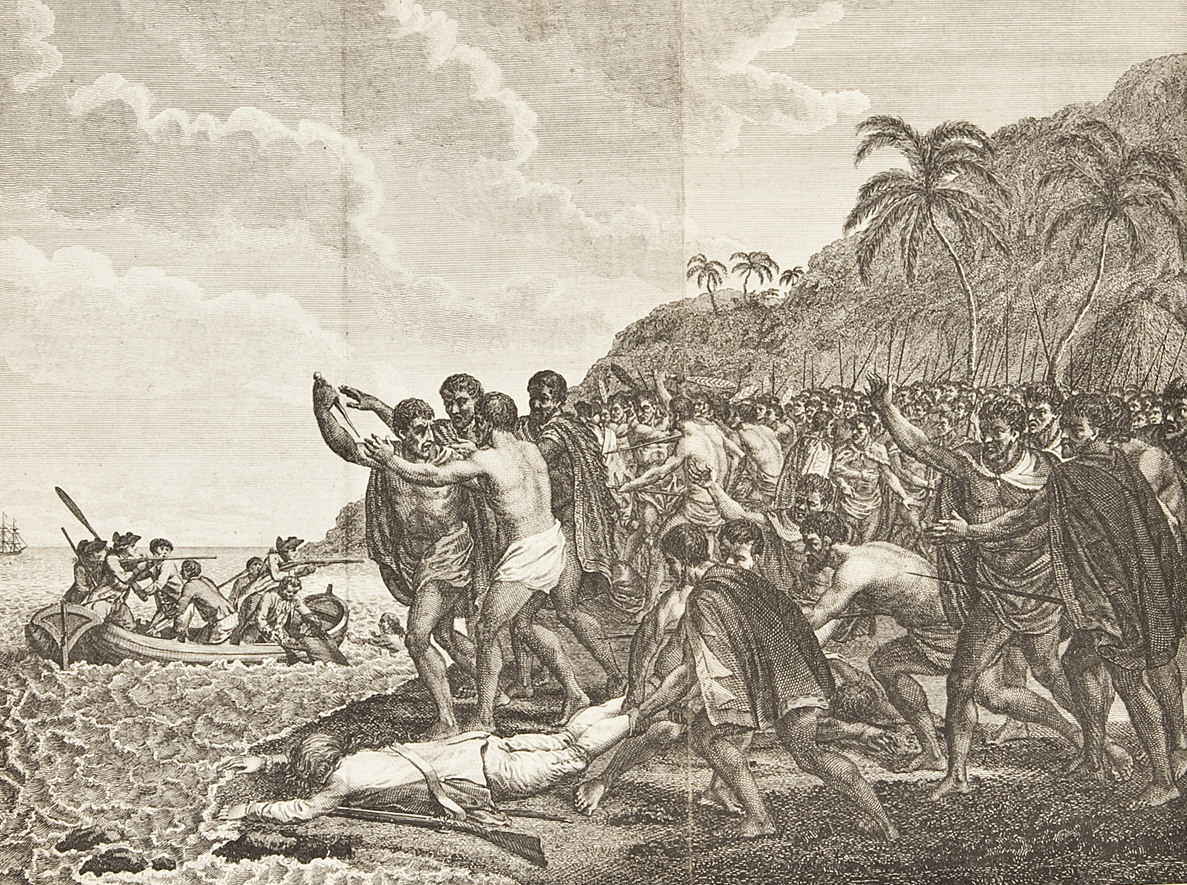
Убийство капитана Кука, гравюра 1784 года

На следующее утро, 14 февраля 1779 года, Кук и его матросы отплыли с корабля «Resolution» в сопровождении роты вооруженной морской пехоты. Они направились прямо к хижине правящего вождя Каланиопу, где он в тот момент спал. Кук и его люди разбудили вождя и сказали ему (без применения угроз), что он должен срочно пойти с ними. Когда Кук и его люди вывели вождя из своей хижины и пока они шли в направлении пляжа, Кук лично держал пожилого вождя. Когда они покидали хижину, то Канекапулей, любимая жена вождя, увидела их и начала кричать мужу, однако тот проигнорировал её крики и не остановился. Тогда она стала звать других вождей и жителей поселения, чтобы привлечь их внимание к тому, что её мужа уводят. Два вождя, Канаина (младший сын Кеавеопала, предыдущего правителя) и Нуаа, личный помощник вождя, вместе с женой вождя, следующей позади, направились вслед за группой на пляж, все вместе умоляя алии-нуи остановиться и вернуться.
Когда группа добралась до пляжа, два младших сына Каланиопу, которые шли вместе со своим отцом, начали забираться в лодку, стоящую на берегу, так как они полагали, что их снова приглашают посетить корабль вместе с правителем. Жена вождя Канекапулей крикнула им, чтобы они выбирались из лодки, и продолжала умолять мужа остановиться. Вдруг правитель осознал, что Кук и его люди не просили его посетить корабль, а похищали его. Тогда он остановился и сел на песок.

## Смерть Кука

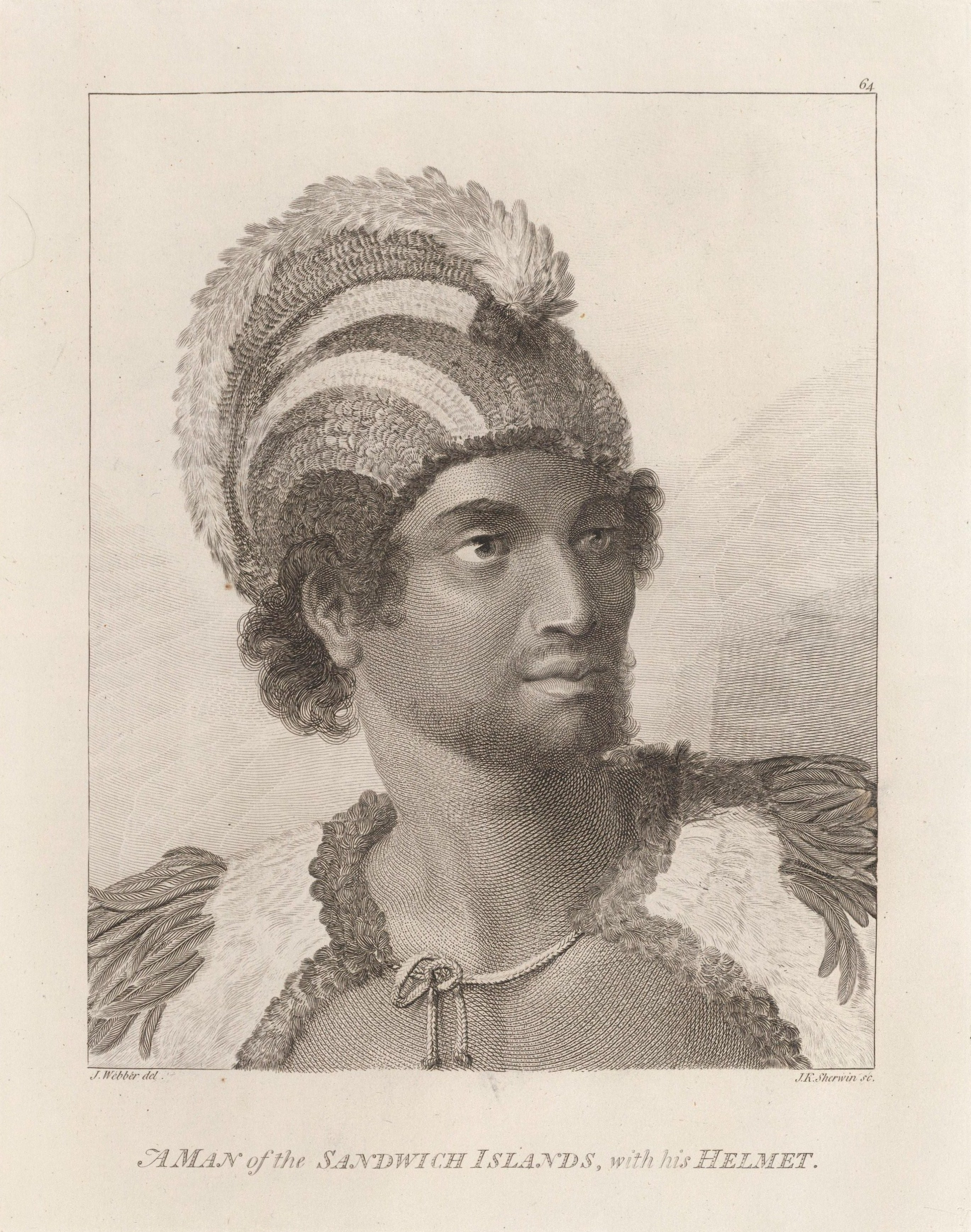
Высокий вождь Калайманокахооваха, также известный как Канаина нуи («Побеждающий»). Джон Уэббер, 1778—1779

К людям Кука и британским морским пехотинцам на пляже приблизился пожилой кахуна (шаман) с кокосовым орехом, который начал что-то ритмично выкрикивать. В ответ они крикнули ему, чтобы тот уходил, но шаман продолжал приближаться к ним, начиная петь меле. Когда Кук и его люди отвернулись от шамана, то увидели, что пляж заполнен тысячами коренных гавайцев. Кук сказал Каланиопу, чтобы тот поднимался на ноги, но вождь ответил отказом. Так как гавайцы начали собираться вокруг них, Кук и его люди начали пятиться от враждебно настроенной толпы с поднятыми ружьями. Два вождя и Канекапулей закрыли алии-нуи, когда Кук попытался заставить того силой подняться на ноги.
Разгневаный этим Канаина приблизился к Куку, который в ответ на это ударил его плашмя своей шпагой. Канаина прыгнул на Кука и схватил его. В некоторых источниках утверждается, что Канаина не собирался ударить Кука, в то время как в других говорится, что вождь ударил капитана по голове своей дубинкой с зубьями под названием «лейомано». Так или иначе, Канаина толкнул Кука, который упал на песок. Когда Кук попытался встать, Нуаа смертельно ранил Кука, ударив его в грудь металлическим кинжалом, который ранее получил с корабля Кука в процессе торговли во время этого же визита. Кук упал лицом в воду. Это вызвало ожесточённую схватку на короткой дистанции между гавайцами и людьми Кука.
Из дневника лейтенанта Кинга:

Увидев, что Кук упал, гавайцы издали победоносный вопль. Тело его тут же втащили на берег, и окружавшая его толпа, жадно выхватывая кинжал друг у друга, принялась наносить ему множество ран, так как каждый хотел принять участие в его уничтожении.
Четверо морских пехотинцев (капрал Джеймс Томас и рядовые Теофилус Хинкс, Томас Фашетт и Джон Аллен) были убиты и двое ранены. Оставшиеся матросы и морские пехотинцы, значительно уступая противнику в численности, продолжали вести огонь, пока отступали к своей лодке и гребли обратно к кораблю, ранив и убив нескольких гавайцев на берегу, включая, возможно, и вождя Канаину.
Молодой Уильям Блай, позже утверждал, что видел в подзорную трубу с корабля, как гавайцы тащили тело Кука вверх по холму в поселение, где оно было разорвано ими на куски.
Обелиск на месте гибели капитана Джеймса Кука в 2013 году

## Последствия
Согласно дневникам Джона Ледиярда, сотни местных жителей были расстреляны в серии продолжающихся стычек, а также против них несколько раз была использована корабельная пушка. В итоге, большая часть Кирикакуа, южного поселения на берегу бухты, была сожжена.
Тем не менее уважение, которое островитяне испытывали к Куку, заставило их сохранить его тело. Следуя своей религиозной практике того времени, они подготовили его тело с помощью погребальных ритуалов, обычно проводимых при погребении вождей и высокопоставленных лиц. Тело было выпотрошено, обожжено, чтобы облегчить удаление плоти, а кости были тщательно очищены для сохранения в качестве религиозных святынь способом, несколько напоминающим обращение с европейскими святыми в Средние века. Некоторые из останков Кука, сохранившиеся таким образом, в конечном итоге были возвращены его команде для официального захоронения в море.
Корабли Кука не покидали бухту Кеалакекуа до 22 февраля. Они остались ещё на неделю, чтобы продолжить ремонт мачты и собрать пригодную для питья воду.
Посещение Куком Гавайев положило начало массовым миграциям европейцев и американцев на острова, что в итоге, начиная с 1893 года, привело к падению Королевства Гавайи, коренной монархии островов.